# 张晨 (足球运动员)
张晨（1981年12月27日—）是中国足球守门员，目前效力于中甲球队成都谢菲联。
张晨出生于上海，六岁时随父母去了西安，1998年他在逗留上海期间随上海浦东青年队训练，立刻吸引了教练的注意力，并成功进入了俱乐部梯队。国门江津年龄渐大之后，张晨获得了更多机会，并最终成为主力门将。2006年，俱乐部搬迁到西安，不过曾经在西安生活了十年的张晨却不希望离开上海，最终在西安效力一年后转会加盟上海申花，回到了上海。
2011年，张晨转会加盟中甲球队沈阳东进。
2012年1月，张晨转会加盟中甲球队成都谢菲联